# Jimmy Iguro
Pour les articles homonymes, voir Iguro.
Jimmy Iguro est un homme politique papou-néo-guinéen.

## Biographie
Titulaire d'une licence en sciences de l’éducation de l'université de Goroka en 2001, il obtient en 2005 un master dans ce même domaine de l'université du Verbe divin à Madang.
Il entre au Parlement national comme député de la circonscription d'Usino Bundi, où il a grandi, aux élections législatives de 2017, et siège sous l'étiquette du Parti de l'alliance nationale tout en préparant un doctorat à l'université du Verbe divin. Il rejoint le Pangu Pati en cours de législature et est fait adjoint au ministre des Ressources minières Johnson Tuke de juin 2019 à décembre 2020, dans le gouvernement de James Marape. Il est ensuite nommé ministre de l'Éducation.